# Gabriela Sabatini
Gabriela Beatriz Sabatini (Buenos Aires, 16 de maig de 1970) és una jugadora de tennis argentina, amb dedicació professional des del gener de 1985 fins a l'octubre de 1996. Va guanyar la majoria de campionats d'alt nivell en circuit femení, entre els quals destaquen el US Open 1990 en categoria individual i el Torneig de Wimbledon 1988 en dobles, i una medalla de plata als Jocs Olímpics de 1988. A finals dels 1980 va llançar una línia de fragàncies en col·laboració de l'empresa alemanya Muelhens.

## Biografia
Sabatini va néixer a Buenos Aires filla de Beatriz i Osvaldo, executiu de General Motors. Té un germà més gran. L'any 2003 va adquirir la nacionalitat italiana "ius sanguinis" perquè el seu besavis paterns (David Sabbatini i Rosa Vivani) eren d'origen italià i van emigrar a Argentina a finals del segle xix com molts altres italians.
Des de la seva retirada (amb 26 anys), Sabatini ha seguit promocionant les seves línies de perfums i ha treballat amb organitzacions per ajudar els infants i lluitar contra la pobresa (UNICEF, UNESCO i Special Olympics). L'any 2006 fou admesa a l'International Tennis Hall of Fame per la seva trajectòria esportiva.
Actualment resideix a Buenos Aires i Boca Raton (Estats Units). No ha estat mai casada ni té descendència.
És molt tímida i això l'afectà especialment quan era jove, ja retirada va admetre que en diverses ocasions havia perdut algun partit per evitar parlar amb la premsa o fer el discurs després de guanyar un torneig, sovint perdia en semifinals per arribar el més lluny possible.

## Torneigs de Grand Slam

### Individual: 3 (1−2)
| Resultat   | Núm. | Any  | Torneig   | Oponent     | Marcador      |
| ---------- | ---- | ---- | --------- | ----------- | ------------- |
| Finalista  | 1.   | 1988 | US Open   | Steffi Graf | 3−6, 6−3, 1−6 |
| Guanyadora | 1.   | 1990 | US Open   | Steffi Graf | 6−2, 7−6(4)   |
| Finalista  | 2.   | 1991 | Wimbledon | Steffi Graf | 4−6, 6−3, 6−8 |

### Dobles: 4 (1−3)
| Resultat   | Núm. | Any  | Torneig           | Parella     | Oponents                             | Marcador          |
| ---------- | ---- | ---- | ----------------- | ----------- | ------------------------------------ | ----------------- |
| Finalista  | 1.   | 1986 | Roland Garros     | Steffi Graf | Martina Navrátilová Andrea Temesvári | 1−6, 2−6          |
| Finalista  | 2.   | 1987 | Roland Garros (2) | Steffi Graf | Martina Navrátilová Pam Shriver      | 2−6, 1−6          |
| Guanyadora | 1.   | 1988 | Wimbledon         | Steffi Graf | Larisa Savchenko Natasha Zvereva     | 6−3, 1−6, [12−10] |
| Finalista  | 3.   | 1989 | Roland Garros (3) | Steffi Graf | Larisa Savchenko Natasha Zvereva     | 4−6, 4−6          |

## Jocs Olímpics

### Individual
| Any  | Campionat                          | Oponent     | Resultat |
| ---- | ---------------------------------- | ----------- | -------- |
| 1988 | Jocs Olímpics, Seül, Corea del Sud | Steffi Graf | 3−6, 3−6 |

## Carrera professional
Sabatini el 1985 va esdevenir la participant més jove en una semifinal individual del Grand Slam, en classificar-se per a aquesta ronda del Torneig de Roland Garros quan només tenia 15 anys i tres setmanes d'edat, tot i que fou eliminada, per la fins aquell moment, cinc vegades campiona Chris Evert. Setmanes abans havia sorprès al món en arribar a la seva primera final al torneig de Hilton Head, quan ocupant aleshores el lloc 38è del rànquing, va eliminar en una mateixa setmana Zina Garrison (9a del món), Pam Shriver (5a) i Manuela Maleeva (4a), perdent la final davant de Chris Evert, però no sense abans sorprendre per potència i talent la nord-americana, qui aquell mateix dia va dir de Sabatini «És el més semblant a Evonne Goolagong que he conegut».
Al començaments de l'any següent, es va ficar per primera vegada al selecte grup de les «top ten», lloc d'on no se n'aniria sinó fins a la seva retirada deu anys més tard. El 1988 van començar els seus més grans triomfs, ja que aquest any es va imposar per primera vegada al Masters femení, a més a més d'aconseguir el primer dels seus quatre títols a l'Internazionali d'Italia a Roma. Aquest mateix any va aconseguir la medalla de plata als Jocs Olímpics de Seül on va ser abanderada de la delegació Argentina. Aquest mateix any també va eliminar per primera vegada la seva rival clàssica Steffi Graf a la final del torneig Boca Ratón a més a més d'eliminar-la també a les semifinals d'MPS Group Championships.
El 1990 Sabatini havia guanyat 14 títols oficials inclòs el Masters, però cap del Grand Slam. Al juny d'aquest any contracta com a entrenador al brasiler Carlos Kirmair i comença aleshores el millor període de la seva carrera tenística. El 8 de setembre d'aquest any guanya l'Open dels Estats Units derrotant a la final a Steffi Graf per 6/2 i 7/6. Arriba al novembre a la final del Masters perdent davant la iugoslava Monica Seles al primer partit a la història del tennis femení a 5 sets.
El 1991 Sabatini va tenir un excel·lent exercici guanyant 5 títols per al mes de maig i perfilant-se com una de les favorites als títols a Roland Garros i Wimbledon, arribant a la final d'aquest últim on havia guanyat en dobles el 1988 en parella amb Steffi Graf. El 10 de maig de 1992 Sabatini derrotava a la final de l'Obert d'Itàlia a la quasi imbatible número 1 del món Monica Seles, obtenint així el seu 25è títol i jugant potser el millor nivell de la seva carrera tenística. Es perfilava com una de les favorites a obtenir el torneig Roland Garros, però a partir d'aquest moment la carrera de Sabatini va entrar en un gradual declivi.
Malgrat bons resultats a la resta de la temporada 92' a l'any següent per primera vegada des de 1985 no va obtenir cap títol. Durant la temporada 1994 els resultats tampoc es donaven, i ja molts creien que la seva carrera acabava. Tanmateix Sabatini va sorprendre una vegada més al món en adjudicar-se per segona vegada el Masters derrotant a la final a Lindsay Davenport. En el seu debut del torneig Sabatini va derrotar a Martina Navrátilová, estant aquest l'últim partit oficial de la txeca.
El gener de 1995 guanya en Sydney el seu últim títol professional eliminant novament a Davenport. Va anunciar el seu retir del tennis el 24 d'octubre de 1996 al Madison Square Garden de Nova York, la ciutat dels seus més grans triomfs. Sabatini és la dona que en més ocasions ha vençut a Steffi Graf: 11 vegades.
L'any 2000 rep el Premi Konex de Brillant a la millor esportista de la dècada atorgat per la Fundació Konex.

## Palmarès: 41 (27−14)

### Individual: 55 (27−28)
| Llegenda                     |
| ---------------------------- |
| Grand Slam (1−2)             |
| Jocs Olímpics Argent (1)     |
| WTA Tour Championships (2−2) |
| Tier I (6−5)                 |
| Tier II (10−12)              |
| Tier III (2−1)               |
| Tier IV (1−1)                |
| Tier V (1−0)                 |
| Virginia Slims (4−4)         |

| Títols per superfície |
| --------------------- |
| Dura (9−7)            |
| Gespa (0−1)           |
| Terra batuda (11−13)  |
| Moqueta (7−7)         |

| Resultat   | Núm. | Data                   | Torneig                                               | Superfície   | Oponent en la final     | Marcador                |
| ---------- | ---- | ---------------------- | ----------------------------------------------------- | ------------ | ----------------------- | ----------------------- |
| Finalista  | 1.   | 8 d'abril de 1985      | Hilton Head, Estats Units                             | Terra batuda | Chris Evert-Lloyd       | 4−6, 2−6                |
| Guanyadora | 1.   | 14 d'octubre de 1985   | Tòquio, Japó                                          | Dura         | Linda Gates             | 6−3, 6−4                |
| Finalista  | 2.   | 4 de novembre de 1985  | Tampa, Estats Units                                   | Dura         | Stephanie Rehe          | 4−6, 7−6(4), 5−7        |
| Finalista  | 3.   | 28 d'abril de 1986     | Indianapolis, Estats Units                            | Terra batuda | Steffi Graf             | 6−2, 6−7(5), 4−6        |
| Guanyadora | 2.   | 1 de desembre de 1986  | Buenos Aires, Argentina                               | Terra batuda | Arantxa Sánchez Vicario | 6−1, 6−1                |
| Finalista  | 4.   | 4 de maig de 1987      | Roma, Itàlia                                          | Terra batuda | Steffi Graf             | 5−7, 6−4, 0−6           |
| Guanyadora | 3.   | 14 de setembre de 1987 | Tòquio, Japó                                          | Moqueta      | Manuela Maleeva         | 6−4, 7−6(6)             |
| Guanyadora | 4.   | 19 d'octubre de 1987   | Brighton, Regne Unit                                  | Moqueta      | Pam Shriver             | 7−5, 6−4                |
| Finalista  | 5.   | 16 de novembre de 1987 | Virginia Slims Championships, Nova York, Estats Units | Moqueta      | Steffi Graf             | 6−4, 4−6, 0−6, 4−6      |
| Guanyadora | 5.   | 30 de novembre de 1987 | Buenos Aires (2)                                      | Terra batuda | Isabel Cueto            | 6−0, 6−2                |
| Guanyadora | 6.   | 7 de març de 1988      | Boca Raton, Estats Units                              | Dura         | Steffi Graf             | 2−6, 6−3, 6−1           |
| Finalista  | 6.   | 4 d'abril de 1988      | Hilton Head (2)                                       | Terra batuda | Martina Navrátilová     | 1−6, 6−4, 4−6           |
| Finalista  | 7.   | 11 d'abril de 1988     | Amelia Island, Estats Units                           | Terra batuda | Martina Navrátilová     | 0−6, 2−6                |
| Guanyadora | 7.   | 2 de maig de 1988      | Roma                                                  | Terra batuda | Helen Kelesi            | 6−1, 6−7(4), 6−1        |
| Finalista  | 8.   | 8 d'agost de 1988      | Los Angeles, Estats Units                             | Dura         | Chris Evert             | 6−2, 1−6, 1−6           |
| Guanyadora | 8.   | 15 d'agost de 1988     | Mont-real, Canadà                                     | Dura         | Natasha Zvereva         | 6−1, 6−2                |
| Finalista  | 9.   | 29 d'agost de 1988     | US Open, Estats Units                                 | Dura         | Steffi Graf             | 3−6, 6−3, 1−6           |
| Finalista  | 10.  | 19 de setembre de 1988 | Jocs Olímpics, Seül, Corea del Sud                    | Dura         | Steffi Graf             | 3−6, 3−6                |
| Guanyadora | 9.   | 14 de novembre de 1988 | Virginia Slims Championships, Nova York               | Moqueta      | Pam Shriver             | 7−5, 6−2, 6−2           |
| Guanyadora | 10.  | 20 de març de 1989     | Miami, Estats Units                                   | Dura         | Chris Evert             | 6−1, 4−6, 6−2           |
| Guanyadora | 11.  | 10 d'abril de 1989     | Amelia Island                                         | Terra batuda | Steffi Graf             | 3−6, 6−3, 7−5           |
| Finalista  | 11.  | 17 d'abril de 1989     | Tampa (2)                                             | Terra batuda | Conchita Martínez       | 3−6, 2−6                |
| Guanyadora | 12.  | 8 de maig de 1989      | Roma (2)                                              | Terra batuda | Arantxa Sánchez Vicario | 6−2, 5−7, 6−4           |
| Finalista  | 12.  | 15 de maig de 1989     | Berlín, Alemanya                                      | Terra batuda | Steffi Graf             | 3−6, 1−6                |
| Finalista  | 13.  | 7 d'agost de 1989      | Los Angeles (2)                                       | Dura         | Martina Navrátilová     | 0−6, 2−6                |
| Guanyadora | 13.  | 9 d'octubre de 1989    | Filderstadt, Alemanya                                 | Moqueta      | Mary Joe Fernández      | 7−6(5), 6−4             |
| Guanyadora | 14.  | 5 de març de 1990      | Boca Raton (2)                                        | Dura         | Jennifer Capriati       | 6−4, 7−5                |
| Guanyadora | 15.  | 27 d'agost de 1990     | US Open                                               | Dura         | Steffi Graf             | 6−2, 7−6(4)             |
| Finalista  | 14.  | 8 d'octubre de 1990    | Zuric, Suïssa                                         | Moqueta      | Steffi Graf             | 3−6, 2−6                |
| Finalista  | 15.  | 5 de novembre de 1990  | Worcester, Estats Units                               | Moqueta      | Steffi Graf             | 6−7(5), 3−6             |
| Finalista  | 16.  | 12 de novembre de 1990 | Virginia Slims Championships (2)                      | Moqueta      | Monica Seles            | 4−6, 7−5, 6−3, 4−6, 2−6 |
| Guanyadora | 16.  | 28 de gener de 1991    | Tòquio (2)                                            | Moqueta      | Martina Navrátilová     | 2−6, 6−2, 6−4           |
| Guanyadora | 17.  | 4 de març de 1991      | Boca Raton (3)                                        | Dura         | Steffi Graf             | 6−4, 7−6(6)             |
| Finalista  | 17.  | 15 de març de 1991     | Miami                                                 | Dura         | Monica Seles            | 3−6, 5−7                |
| Guanyadora | 18.  | 1 d'abril de 1991      | Hilton Head                                           | Terra batuda | Leila Meskhi            | 6−1, 6−1                |
| Guanyadora | 19.  | 8 d'abril de 1991      | Amelia Island (2)                                     | Terra batuda | Steffi Graf             | 7−5, 7−6(3)             |
| Guanyadora | 20.  | 6 de maig de 1991      | Roma (3)                                              | Terra batuda | Monica Seles            | 6−3, 6−2                |
| Finalista  | 18.  | 24 de juny de 1991     | Wimbledon, Regne Unit                                 | Gespa        | Steffi Graf             | 4−6, 6−3, 6−8           |
| Guanyadora | 21.  | 6 de gener de 1992     | Sydney, Austràlia                                     | Dura         | Arantxa Sánchez Vicario | 6−1, 6−1                |
| Guanyadora | 22.  | 27 de gener de 1992    | Tòquio (3)                                            | Moqueta      | Martina Navrátilová     | 6−2, 4−6, 6−2           |
| Finalista  | 19.  | 16 de març de 1992     | Miami (2)                                             | Dura         | Arantxa Sánchez Vicario | 1−6, 4−6                |
| Guanyadora | 23.  | 30 de març de 1992     | Hilton Head (2)                                       | Terra batuda | Conchita Martínez       | 6−1, 6−4                |
| Guanyadora | 24.  | 6 d'abril de 1992      | Amelia Island (3)                                     | Terra batuda | Steffi Graf             | 6−2, 1−6, 6−3           |
| Guanyadora | 25.  | 4 de maig de 1992      | Roma (4)                                              | Terra batuda | Monica Seles            | 7−5, 6−4                |
| Finalista  | 20.  | 21 de setembre de 1992 | Tòquio (2)                                            | Moqueta      | Monica Seles            | 2−6, 0−6                |
| Finalista  | 21.  | 12 d'octubre de 1992   | Filderstadt                                           | Moqueta      | Martina Navrátilová     | 6−7(1), 3−6             |
| Finalista  | 22.  | 5 d'abril de 1993      | Amelia Island (2)                                     | Terra batuda | Arantxa Sánchez Vicario | 2−6, 7−5, 2−6           |
| Finalista  | 23.  | 3 de maig de 1993      | Roma (2)                                              | Terra batuda | Conchita Martínez       | 5−7, 1−6                |
| Finalista  | 24.  | 10 de maig de 1993     | Berlín (2)                                            | Terra batuda | Steffi Graf             | 6−7(3), 6−2, 4−6        |
| Finalista  | 25.  | 4 d'abril de 1994      | Amelia Island (3)                                     | Terra batuda | Arantxa Sánchez Vicario | 1−6, 4−6                |
| Finalista  | 26.  | 16 de maig de 1994     | Estrasburg, França                                    | Terra batuda | Mary Joe Fernández      | 6−2, 4−6, 0−6           |
| Guanyadora | 26.  | 14 de novembre de 1994 | Virginia Slims Championships, Nova York (2)           | Moqueta      | Lindsay Davenport       | 6−3, 6−2, 6−4           |
| Guanyadora | 27.  | 9 de gener de 1995     | Sydney (2)                                            | Dura         | Lindsay Davenport       | 6−3, 6−4                |
| Finalista  | 27.  | 3 d'abril de 1995      | Amelia Island (4)                                     | Terra batuda | Conchita Martínez       | 1−6, 4−6                |
| Finalista  | 28.  | 9 d'octubre de 1995    | Filderstadt (2)                                       | Moqueta      | Iva Majoli              | 4−6, 6−7(4)             |

### Dobles: 30 (14−16)
| Llegenda                     |
| ---------------------------- |
| Grand Slam (1−3)             |
| WTA Tour Championships (0−0) |
| Tier I (3−3)                 |
| Tier II (1−5)                |
| Tier III (0−0)               |
| Tier IV (0−0)                |
| Tier V (1−0)                 |
| Virginia Slims (8−5)         |

| Títols per superfície |
| --------------------- |
| Dura (6−2)            |
| Gespa (1−0)           |
| Terra batuda (5−8)    |
| Moqueta (2−6)         |

| Resultat   | Núm. | Data                   | Torneig                          | Superfície   | Parella              | Oponent en la final                     | Marcador            |
| ---------- | ---- | ---------------------- | -------------------------------- | ------------ | -------------------- | --------------------------------------- | ------------------- |
| Guanyadora | 1.   | 18 de març de 1985     | São Paulo, Brasil                | Terra batuda | Mercedes Paz         | Csilla Bartos Neige Dias                | 7−5, 6−4            |
| Finalista  | 1.   | 25 de març de 1985     | Palm Beach Gardens, Estats Units | Terra batuda | Laura Gildemeister   | JoAnne Russell Anne Smith               | 6−1, 1−6, 6−7(4)    |
| Guanyadora | 2.   | 19 d'agost de 1985     | Monticello, Estats Units         | Dura         | Mercedes Paz         | Andrea Holíková Kateřina Skronská       | 5−7, 6−4, 6−3       |
| Guanyadora | 3.   | 4 de novembre de 1985  | Tampa, Estats Units              | Dura         | Carling Bassett      | Lisa Bonder Laura Gildemeister          | 6−0, 6−0            |
| Finalista  | 2.   | 14 d'abril de 1986     | Amelia Island, Estats Units      | Terra batuda | Catherine Tanvier    | Claudia Kohde-Kilsch Helena Suková      | 2−6, 7−5, 6−7(7)    |
| Guanyadora | 4.   | 28 d'abril de 1986     | Indianapolis, Estats Units       | Terra batuda | Steffi Graf          | Gigi Fernández Robin White              | 6−2, 6−0            |
| Finalista  | 3.   | 26 de maig de 1986     | Roland Garros, França            | Terra batuda | Steffi Graf          | Martina Navrátilová Andrea Temesvári    | 1−6, 2−6            |
| Guanyadora | 5.   | 4 d'agost de 1986      | Mont-real, Canadà                | Dura         | Zina Garrison        | Pam Shriver Helena Suková               | 7−6(2), 5−7, 6−4    |
| Guanyadora | 6.   | 6 d'octubre de 1986    | Zuric, Suïssa                    | Moqueta      | Steffi Graf          | Lori McNeil Alycia Moulton              | 1−6, 6−4, 6−4       |
| Finalista  | 4.   | 13 d'octubre de 1986   | Filderstadt, Alemanya            | Moqueta      | Zina Garrison        | Martina Navrátilová Pam Shriver         | 6−7(5), 4−6         |
| Finalista  | 5.   | 10 de novembre de 1986 | Chicago, Estats Units            | Moqueta      | Steffi Graf          | Claudia Kohde-Kilsch Helena Suková      | 7−6(5), 6−7(5), 3−6 |
| Finalista  | 6.   | 9 de febrer de 1987    | San Francisco, Estats Units      | Moqueta      | Zina Garrison        | Hana Mandlíková Wendy Turnbull          | 4−6, 6−7(4)         |
| Guanyadora | 7.   | 13 d'abril de 1987     | Amelia Island                    | Terra batuda | Steffi Graf          | Hana Mandlíková Wendy Turnbull          | 3−6, 6−3, 7−5       |
| Guanyadora | 8.   | 4 de maig de 1987      | Roma, Itàlia                     | Terra batuda | Martina Navrátilová  | Claudia Kohde-Kilsch Helena Suková      | 6−4, 6−1            |
| Finalista  | 7.   | 25 de maig de 1987     | Roland Garros (2)                | Terra batuda | Steffi Graf          | Martina Navrátilová Pam Shriver         | 2−6, 1−6            |
| Guanyadora | 9.   | 30 de novembre de 1987 | Buenos Aires, Argentina          | Terra batuda | Mercedes Paz         | Jill Hetherington Christiane Jolissaint | 6−2, 6−2            |
| Finalista  | 8.   | 22 de febrer de 1988   | Washington DC, Estats Units      | Moqueta      | Helena Suková        | Martina Navrátilová Pam Shriver         | 3−6, 4−6            |
| Guanyadora | 10.  | 14 de març de 1988     | Miami, Estats Units              | Dura         | Steffi Graf          | Gigi Fernández Zina Garrison            | 7−6(3), 6−3         |
| Finalista  | 9.   | 4 d'abril de 1988      | Hilton Head, Estats Units        | Terra batuda | Claudia Kohde-Kilsch | Martina Navrátilová Lori McNeil         | 4−6, 3−6            |
| Guanyadora | 11.  | 20 de juny de 1988     | Wimbledon, Regne Unit            | Gespa        | Steffi Graf          | Larisa Savchenko Natasha Zvereva        | 6−3, 1−6, 12−10     |
| Finalista  | 10.  | 31 d'octubre de 1988   | Worcester, Estats Units          | Moqueta      | Helena Suková        | Martina Navrátilová Pam Shriver         | 3−6, 6−3, 5−7       |
| Finalista  | 11.  | 29 de maig de 1989     | Roland Garros (3)                | Terra batuda | Steffi Graf          | Larisa Savchenko Natasha Zvereva        | 4−6, 4−6            |
| Guanyadora | 12.  | 30 de juliol de 1990   | Mont-real                        | Dura         | Betsy Nagelsen       | Helen Kelesi Raffaella Reggi            | 3−6, 6−2, 6−2       |
| Finalista  | 12.  | 13 d'agost de 1990     | Los Angeles, Estats Units        | Dura         | Mercedes Paz         | Gigi Fernández Jana Novotná             | 3−6, 5−7            |
| Finalista  | 13.  | 2 de maig de 1994      | Roma                             | Terra batuda | Brenda Schultz       | Gigi Fernández Natasha Zvereva          | 1−6, 3−6            |
| Finalista  | 14.  | 7 de novembre de 1994  | Filadèlfia, Estats Units         | Moqueta      | Brenda Schultz       | Gigi Fernández Natasha Zvereva          | 6−4, 4−6, 2−6       |
| Guanyadora | 13.  | 6 de febrer de 1995    | Chicago                          | Moqueta      | Brenda Schultz       | Marianne Werdel Tami Whitlinger         | 5−7, 7−6(4), 6−4    |
| Finalista  | 15.  | 15 de maig de 1995     | Berlín, Alemanya                 | Terra batuda | Larisa Neiland       | Amanda Coetzer Inés Gorrochategui       | 6−4, 6−7(3), 2−6    |
| Finalista  | 16.  | 7 d'agost de 1995      | Los Angeles (2)                  | Dura         | Larisa Neiland       | Gigi Fernández Natasha Zvereva          | 5−7, 7−6(2), 5−7    |
| Guanyadora | 14.  | 14 d'agost de 1995     | Toronto (2)                      | Dura         | Brenda Schultz       | Martina Hingis Iva Majoli               | 4−6, 6−0, 6−3       |

## Trajectòria

### Individual
| Open d'Austràlia | A  | A           | NC          | A           | A  | SF          | 3R          | QF          | SF | SF          | SF          | 1R          | 4R | 0 / 8  | 30–8  |
| Roland Garros | A  | SF          | 4R          | SF          | SF | 4R          | 4R          | SF          | SF | QF          | 1R          | QF          | A  | 0 / 11 | 43–11 |
| Wimbledon | A  | 3R          | SF          | QF          | 4R | 2R          | SF          | F           | SF | QF          | 4R          | QF          | A  | 0 / 11 | 43–11 |
| US Open | 3R | 1R          | 4R          | QF          | F  | SF          | G           | QF          | QF | QF          | SF          | SF          | 3R | 1 / 13 | 52–12 |
| WTA Tour Championships | A  | A           | 1R          | F           | G  | SF          | F           | SF          | SF | 1R          | G           | QF          | A  | 2 / 10 | 22–8  |
| Jocs Olímpics | A  | No celebrat | No celebrat | No celebrat | F  | No celebrat | No celebrat | No celebrat | A  | No celebrat | No celebrat | No celebrat | 3R | 0 / 2  | 6–2   |
| Rànquing final temporada | 74 | 12          | 9           | 6           | 4  | 3           | 5           | 3           | 3  | 5           | 7           | 7           | −  |        |       |
| Llegenda: G: Guanyadora F: Finalista SF: Semifinalista QF: Quarts de final Q: Qualificació A: Absent RR: Round Robin NC: No celebrat |    |             |             |             |    |             |             |             |    |             |             |             |    |        |       |

### Dobles
| Open d'Austràlia | A   | A           | NC          | A           | A  | SF          | 2R          | 3R          | A | A           | A           | 2R          | QF | 0 / 5 | 12–5 |
| Roland Garros | A   | 1R          | F           | F           | SF | F           | A           | SF          | A | A           | 3R          | 3R          | A  | 0 / 8 | 27–8 |
| Wimbledon | A   | 2R          | A           | 3R          | G  | QF          | QF          | A           | A | A           | 1R          | SF          | A  | 1 / 7 | 19–6 |
| US Open | A   | 1R          | SF          | SF          | SF | SF          | 3R          | A           | A | A           | SF          | 2R          | SF | 0 / 9 | 27–9 |
| Jocs Olímpics | A   | No celebrat | No celebrat | No celebrat | 1R | No celebrat | No celebrat | No celebrat | A | No celebrat | No celebrat | No celebrat | 1R | 0 / 2 | 0–2  |
| Rànquing final temporada | 128 | 54          | 9           | 5           | 3  | 19          | 29          | 55          | − | −           | 14          | 13          | −  |       |      |
| Llegenda: G: Guanyadora F: Finalista SF: Semifinalista QF: Quarts de final Q: Qualificació A: Absent RR: Round Robin NC: No celebrat |     |             |             |             |    |             |             |             |   |             |             |             |    |       |      |